# Фредерик Генрих Оранский
Фредерик Генрих Оранский (нидерл. Frederik Hendrik van Oranje; 29 января 1584, Делфт — 14 марта 1647, Гаага) — сын Вильгельма I Оранского от четвёртого брака. Командующий войсками Республики Соединённых провинций, штатгальтер с 1625 по 1647 года. На время правления Фредерика Генриха в стране пришёлся культурный и экономический подъём, который привёл к так называемому «золотому веку» Республики Соединённых провинций.

## Биография

### Ранние годы
В 1583 году, Вильгельм I Оранский женится в четвёртый раз. Выбор пал на Луизу де Колиньи (1555—1620) — дочь адмирала Франции, графа Гаспара II де Колиньи. В этом браке 29 января 1584 года был рожден ребёнок, которого назвали Фредериком Генрихом. Крещение состоялось 12 июня 1584 года в делфтской новой церкви. При крещении ребёнку было дано имя в честь крестного отца, короля Дании Фредерика II. В метрической книге была сделана запись о крещении младенца принца Фредерика «Prins Frederik heeft Grol». В 1588 году Фредерик II умирает, и новым крёстным отцом ребёнка становится герцог Генрих IV, будущий король Франции. Именно под его влиянием к имени ребёнка прибавляется второе имя Генрих, а дальнейшие подписи осуществляются на французском языке и выглядели, как «F. Henry, eerst de Nassau, d’Orenge».
После убийства Вильгельма I Оранского наёмным убийцей 10 июля 1584 году Луиза де Колиньи приняла решение покинуть Делфт. Это могло быть связано с угрозой для её жизни и шестимесячного ребёнка Фредерика Генриха. Они отправились в Париж под покровительство Генриха III и также они могли рассчитывать на поддержку Генриха IV, а это означало, что безопасность и безбедное проживание им гарантировалось.

## Образование
В Париже Фредерик Генрих воспитывался при дворе французского короля Генриха III как дворянин. Именно там он обучался французскому языку, занятиям танцами, искусству и манерам общения, фехтованию, верховой езде. Военное образование, как и своего рода опекунство над Фредерик Генрихом, взял на себя Мориц Оранский. Именно он был инициатором воспитания единокровного брата не только как дипломата, но и как будущего военачальника. Военную науку Фредерик Генрих усвоил достаточно быстро и хорошо и уже в 1600 году в возрасте 16 лет он принял участие в битве при Ньивпорте. Действия конного отряда под его командованием Мориц Оранский оценил высоко.
Фредерик Генрих стал первым из дома Оранских-Нассау, кто разговаривал на голландском языке без акцента.

## Карьера

### Административная
После смерти Морица Оранского 23 апреля 1625 года Генеральные Штаты приняли решение передать его полномочия Фредерик Генриху. С этого года он получил титул штатгальтера Голландии, Зеландии, Утрехта, Оверэйссела и Гелдерна. Осознавая важность международных отношений и дипломатии в развитии государства, принц взял под личный контроль деятельность министерства иностранных дел. В отличие от Морица Оранского, проводившего жёсткую политику по религиозным вопросам, Фредерик Генрих предпочёл лавировать между интересами разных сторон, в некотором роде проявляя веротерпимость. Поддерживая Дордрехтский синод и вопреки личным симпатиям к арминианам, он не выступал в открытую конфронтацию с ними, поскольку опасался гражданских волнений. По примеру отца Вильгельма I Оранского Фредерик Генрих поощрял религиозное разнообразие, выступал против преследования по религиозным мотивам и запрещал физические наказания. Для продолжения борьбы с Испанской империей он вступил в дипломатические переговоры с Арманом Жаном дю Плесси Ришельё, через которого получил гарантии от французского королевства и денежную сумму в один миллион ливров. Взамен голландский флот блокировал крепость Ла-Рошель с моря, при её осаде французскими войсками в 1627 году.
Несмотря на расхождение во многих вопросах с правительством (налоги, перевод армии на оборону и т. п.) Фредерик Генрих пользовался их полной поддержкой. Это нашло подтверждение 19 апреля 1631 году, когда Генеральные Штаты издали Акт о выживании (фр. Acte de Survivance), согласно которому Вильгельм II (пятилетний сын Фредерик Генриха), был объявлен наследником титулов и должностей отца, что гарантировалось Генеральными штатами.
Фредерик Генрих стал инициатором подписания предложенного испанцами мирного договора. Испанцы находились в тяжёлых условиях (война с Республикой Соединенных провинций, Францией, Англией, Португалией, религиозная война, революция цен и всячески стремились найти выход из вооруженного конфликта с Республикой Соединенных провинций. Фредерик Генрих выступил с требованием вернуться к условиям мирного договора 1609 года. Ввиду тяжёлого положения страны испанцы согласились и ожидали официальной подписи в конце 1646 года, но тяжёлая болезнь и последующая смерть Фредерика Генриха не позволила реализовать эти планы. Генеральные штаты отказались от этого проекта и предпочли продолжить борьбу в ожидании более выгодных для себя условий мирного соглашения. Впоследствии, несмотря на категорический отказ со стороны провинций Зеландия и Утрехт, в 1648 году между голландцами и испанцами был подписан мирный договор.

### Военная
Военную карьеру Фредерик Генрих начал в 16 лет, когда Мориц Оранский назначил его командующим кавалерийским отрядом. Впоследствии большинство сражений проходило с его непосредственным участием. Фредерик Генрих был главнокомандующим в следующих битвах:
- Осада Грунло (1627);
- Осада Хертогенбоса (1629);
- Осада Маастрихта (1632);
- Осада Лёвена (1635);
- Осада Шенкеншанса (1635—1636);
- Осада Бреды (1637);
- Битва при Калло (1638).

Благодаря военным договорам, которые повсеместно заключал Фредерик Генрих, в рядах голландской армии были солдаты из Англии, Шотландии, Германских княжеств.

## Родословная

### Семья
Фредерик Генрих женился на Амалии Сольмс-Браунфельсской (1602—1675), дочери графа Иоганна Альбрехта I Сольмс-Браунфельсского (1563—1623) и его супруги Агнессы Сайн-Витгенштейн. Амалия взяла на себя роль политика и дипломата, заменяя  мужа во время его военных кампаний. Также, организовывала успешные браки и назначения на должности для своих детей:
- Вильгельм II (1626—1650) — штатгальтер Республики Соединённых провинций;
- Луиза Генриетта (1627—1667) — курфюрстина Брандербурга, жена курфюрста Бранденбурга Фридриха Вильгельма (1620—1688);
- Генриетта Амалия (1628—1628);
- Елизавета (1630) — умерла при рождении;
- Изабелла Шарлотта (1632—1642);
- Альбертина Агнесса (1634—1696) — жена графа Вильгельма Фредерика ван Нассау-Диц, штатгальтера Фрисландии, Гронингена, Дренте;
- Генриетта Катарина (1637—1708) — княгиня Ангальт-Дессауская, замужем за князем Ангальт-Дессау Иоганном Георгом II;
- Хенрик Людвиг (1639—1639);
- Мария (1642—1688) — графиня, жена пфальцграфа Зиммернского Людвига Генриха (1640—1674)[12].

## Болезнь и смерть
Доподлинно не известно, с какого времени Фредерик Генрих начал страдать от приступов подагры. Джордж Эдмундсон упоминает обострения болезни в 1632, 1638 и 1646 годах. После осады Хюлста в 1645 году здоровье Фредерика Генриха было подорвано, и в марте 1647 года в Гааге он скончался мучительной смертью. Ввиду особых заслуг перед государством, Генеральные штаты устроили похороны с пышной процессией. Местом захоронения была выбрана кирха Ньивкерк в Делфте, где уже покоились его отец Вильгельм I Оранский и брат Мориц Оранский.